# Liste von Burgen, Schlössern und Festungen im Département Calvados
Die Liste von Burgen, Schlössern und Festungen im Département Calvados listet bestehende und abgegangene Anlagen im Département Calvados auf. Das Département zählt zur Region Normandie in Frankreich.

Wappen des Départements Calvados (14)
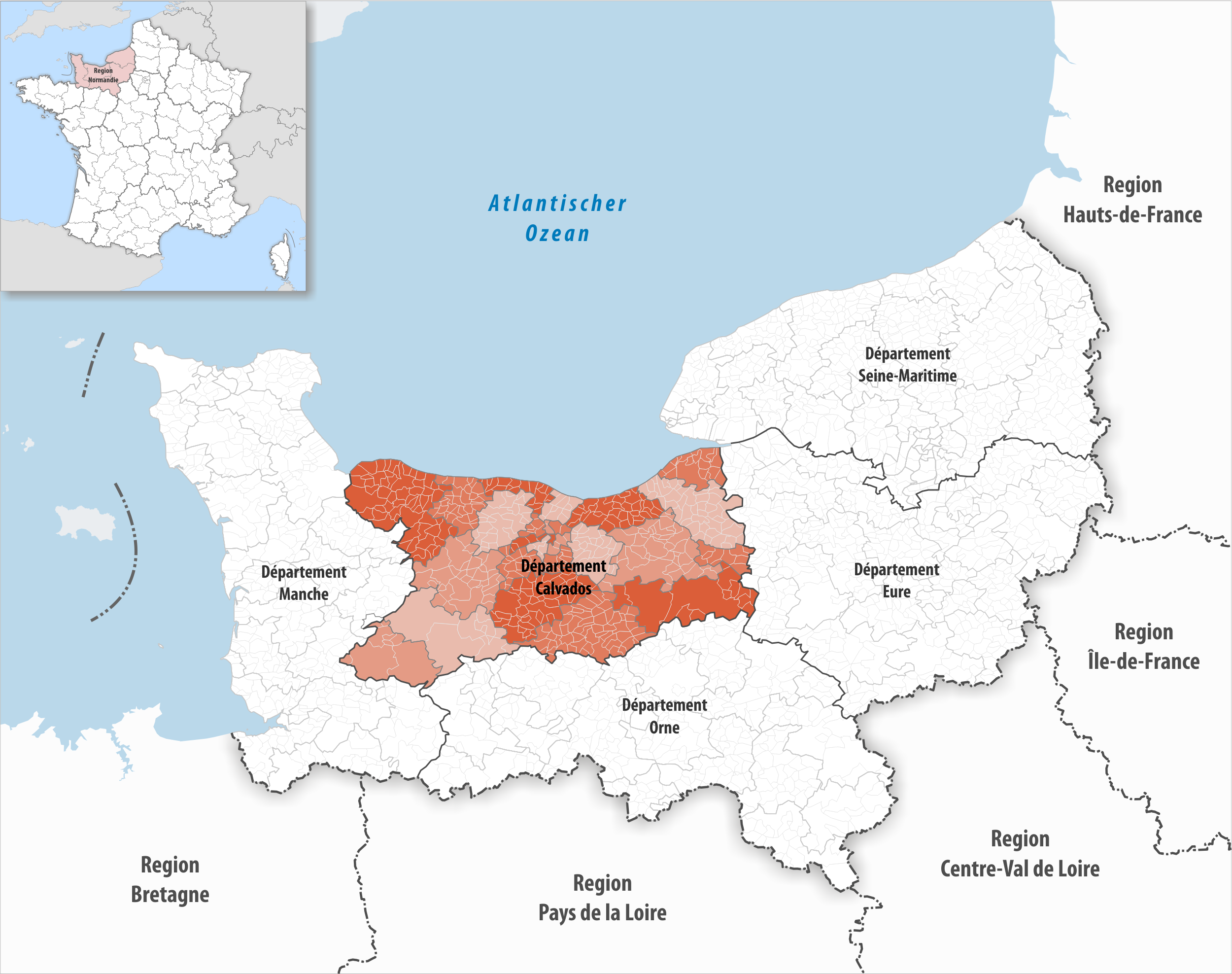
Lage des Départements Calvados in der Region Normandie
Lage der Region Normandie in Frankreich

## Liste
Bestand am 3. Januar 2023: 103
| Name deu / fra                                                         | Gemeinde / Lage                                  | Typ (Untertyp)       | Bemerkungen | Bild |
| ---------------------------------------------------------------------- | ------------------------------------------------ | -------------------- | --- | ---- |
| Schloss Aguesseau Château d'Aguesseau                                  | Trouville-sur-Mer 49,364016° N, 0,103649° O      | Schloss              | |      |
| Schloss Ailly Château d'Ailly                                          | Bernières-d’Ailly 48,94278° N, 0,08194° W        | Schloss              | |      |
| Herrenhaus Angerville Manoir d'Angerville                              | Gonneville-sur-Mer                               | Schloss (Herrenhaus) | |      |
| Herrenhaus Argouges Manoir d'Argouges                                  | Vaux-sur-Aure 49,32139° N, 0,72028° W            | Schloss (Herrenhaus) | |      |
| Schloss Assy Château d'Assy                                            | Ouilly-le-Tesson                                 | Schloss              | |      |
| Schloss Aubigny Château d'Aubigny                                      | Aubigny                                          | Schloss              | |      |
| Schloss Audrieu Château d'Audrieu                                      | Audrieu 49,204028° N, 0,5944° W                  | Schloss              | |      |
| Herrenhaus Le Bais Manoir du Bais                                      | Cambremer                                        | Schloss (Herrenhaus) | |      |
| Schloss Balleroy Château de Balleroy                                   | Balleroy                                         | Schloss              | |      |
| Schloss Barbeville Château de Barbeville                               | Barbeville                                       | Schloss              | |      |
| Burg Beaumont-le-Richard Château de Beaumont-le-Richard                | Englesqueville-la-Percée 49,37028° N, 0,96667° W | Burg                 | Ruine |      |
| Herrenhaus Beauvais Manoir de Beauvais                                 | Vaux-sur-Aure                                    | Schloss (Herrenhaus) | |      |
| Schloss Bénouville Château de Bénouville                               | Bénouville                                       | Schloss              | |      |
| Herrenhaus Beuzeval Manoir de Beuzeval                                 | Houlgate                                         | Schloss (Herrenhaus) | |      |
| Schloss Biéville Château de Biéville                                   | Biéville-Beuville                                | Schloss              | |      |
| Herrenhaus Bois du Vigneron Manoir de Bois du Vigneron                 | Saint-Martin-de-Bienfaite-la-Cressonnière        | Schloss (Herrenhaus) | |      |
| Herrenhaus La Brairie Manoir de la Brairie                             | Glos                                             | Schloss (Herrenhaus) | |      |
| Herrenhaus Bray Manoir de Bray                                         | Glos                                             | Schloss (Herrenhaus) | |      |
| Schloss Brécy Château de Brécy                                         | Saint-Gabriel-Brécy                              | Schloss              | |      |
| Schloss Le Breuil Château du Breuil                                    | Le Breuil-en-Auge                                | Schloss              | |      |
| Schloss Les Bruyères Château les Bruyères                              | Cambremer                                        | Schloss              | |      |
| Burg Caen Château de Caen                                              | Caen                                             | Burg                 | |      |
| Herrenhaus La Caillerie Manoir de la Caillerie                         | Bayeux 49,28111° N, 0,7139° W                    | Schloss (Herrenhaus) | |      |
| Herrenhaus Campigny Manoir de Campigny                                 | Campigny 49,24306° N, 0,80972° W                 | Schloss (Herrenhaus) | |      |
| Schloss Canon Château de Canon                                         | Mézidon-Canon                                    | Schloss              | |      |
| Schloss Carel Château de Carel                                         | Saint-Pierre-sur-Dives                           | Schloss              | |      |
| Schloss Carville Château de Carville                                   | Carville (Calvados)                              | Schloss              | |      |
| Schloss Castilly Château de Castilly                                   | Castilly 49,37028° N, 0,96667° W                 | Schloss              | |      |
| Herrenhaus Cléronde Manoir de Cléronde                                 | Blay 49,29528° N, 0,83694° W                     | Schloss (Herrenhaus) | |      |
| Herrenhaus Colandon Manoir de Colandon                                 | Glos                                             | Schloss (Herrenhaus) | |      |
| Schloss Colombières Château de Colombières                             | Trévières                                        | Schloss              | |      |
| Herrenhaus Coupesarte Manoir de Coupesarte                             | Coupesarte                                       | Schloss (Herrenhaus) | |      |
| Schloss La Cour de Bas Château de la Cour de Bas                       | Souleuvre en Bocage                              | Schloss              | |      |
| Burg Courcy Château de Courcy                                          | Courcy                                           | Burg                 | Ruine |      |
| Schloss Courseulles Château de Courseulles                             | Courseulles-sur-Mer                              | Schloss              | |      |
| Schloss La Cressonnière Château de la Cressonnière                     | Saint-Martin-de-Bienfaite-la-Cressonnière        | Schloss              | |      |
| Schloss Creully Château de Creully                                     | Creully                                          | Schloss              | |      |
| Burg Crèvecœur-en-Auge Château de Crèvecœur-en-Auge                    | Crèvecœur-en-Auge                                | Burg                 | Ruine |      |
| Schloss Cricqueville Château de Cricqueville-en-Auge                   | Cricqueville-en-Auge                             | Schloss              | |      |
| Schloss Dramard Château de Dramard                                     | Gonneville-sur-Mer                               | Schloss              | |      |
| Burg Falaise Château de Falaise                                        | Falaise                                          | Burg                 | Ruine |      |
| Schloss La Ferrière Château de la Ferrière                             | Vaux-sur-Aure 49,30417° N, 0,69972° W            | Schloss              | |      |
| Schloss Fervaques Château de Fervaques                                 | Fervaques                                        | Schloss              | |      |
| Schloss Fontaine-Henry Château de Fontaine-Henry                       | Fontaine-Henry                                   | Schloss              | |      |
| Schloss La Forêt-Auvray Château de la Forêt-Auvray                     | Putanges-le-Lac                                  | Schloss              | |      |
| Schloss Foucher de Careil Château Foucher de Careil                    | Houlgate                                         | Schloss              | |      |
| Schloss La Fresnaye Château de la Fresnaye                             | Falaise 48,8975° N, 0,194722° W                  | Schloss              | |      |
| Schloss Fresney-le-Puceux Château de Fresney-le-Puceux                 | Fresney-le-Puceux                                | Schloss              | |      |
| Schloss Grandcamp Château de Grandcamp                                 | Grandcamp-Maisy                                  | Schloss              | |      |
| Grande Ferme                                                           | Crépon 49,3125° N, 0,54917° W                    | Schloss (Herrenhaus) | |      |
| Schloss Guernon-Ranville Château de Guernon-Ranville                   | Ranville                                         | Schloss              | |      |
| Herrenhaus Les Haies Manoir des Haies                                  | Glos                                             | Schloss (Herrenhaus) | |      |
| Schloss La Haizerie Château de la Haizerie                             | Vaux-sur-Aure                                    | Schloss              | |      |
| Herrenhaus L’Hermerel Manoir de l'Hermerel                             | Géfosse-Fontenay 49,36833° N, 1,07694° W         | Schloss (Herrenhaus) | |      |
| Herrenhaus Les Hommes Manoir des Hommes                                | Saint-Pierre-en-Auge                             | Schloss (Herrenhaus) | |      |
| Herrenhaus Houlbec Manoir d'Houlbec                                    | Saint-Pierre-en-Auge                             | Schloss (Herrenhaus) | |      |
| Schloss Jucoville Château de Jucoville                                 | La Cambe 49,35361° N, 1,01972° W                 | Schloss              | |      |
| Schloss Lantheuil Château de Lantheuil                                 | Lantheuil                                        | Schloss              | |      |
| Schloss Lasson Château de Lasson                                       | Lasson                                           | Schloss              | |      |
| Herrenhaus Le Lieu-Rocher Manoir du Lieu-Rocher                        | Saint-Pierre-en-Auge                             | Schloss (Herrenhaus) | |      |
| Schloss Lion-sur-Mer Château de Lion-sur-Mer                           | Lion-sur-Mer                                     | Schloss              | |      |
| Schloss La Londe Château de la Londe                                   | Biéville-Beuville                                | Schloss              | |      |
| Herrenhaus Longeau Manoir de Longeau                                   | Crouay 49,25444° N, 0,83639° W                   | Schloss (Herrenhaus) | |      |
| Schloss Louvière Château de Louvière                                   | Vaux-sur-Aure                                    | Schloss              | |      |
| Herrenhaus Louvière Manoir de Louvière                                 | Vaux-sur-Aure                                    | Schloss (Herrenhaus) | |      |
| Schloss Maisons Château de Maisons                                     | Maisons (Calvados)                               | Schloss              | |      |
| Herrenhaus Mathan Manoir de Mathan                                     | Crépon 49,31444° N, 0,55222° W                   | Schloss (Herrenhaus) | |      |
| Schloss Le Mesnil-Guillaume Château du Mesnil-Guillaume                | Le Mesnil-Guillaume                              | Schloss              | |      |
| Clos Mondeville                                                        | Crépon 49,31083° N, 0,55028° W                   | Schloss              | Ehem. Weingut |      |
| Herrenhaus Montfragon Manoir de Montfragon                             | Souleuvre en Bocage                              | Schloss (Herrenhaus) | |      |
| Herrenhaus La Motte Manoir de la Motte                                 | Glos                                             | Schloss (Herrenhaus) | |      |
| Schloss Le Neufbourg Château du Neufbourg                              | Saint-Marcouf                                    | Schloss              | |      |
| Burg Olivet Château d'Olivet                                           | Grimbosq                                         | Burg                 | Ruine |      |
| Schloss Le Houley Château du Houley                                    | Ouilly-du-Houley                                 | Schloss              | |      |
| Schloss Outrelaise Château d'Outrelaize                                | Gouvix                                           | Schloss              | |      |
| Schloss Le Pin Château du Pin                                          | Le Pin                                           | Schloss              | |      |
| Schloss La Pommeraye Château de la Pommeraye                           | La Pommeraye                                     | Schloss              | |      |
| Schloss Pontécoulant Château de Pontécoulant                           | Pontécoulant                                     | Schloss              | |      |
| Herrenhaus La Quaize Manoir de la Quaize                               | Glos                                             | Schloss (Herrenhaus) | |      |
| Schloss La Rançonnière Ferme de la Rançonnière (Manoir de Biéville)    | Crépon 49,31194° N, 0,5472° W                    | Schloss (Herrenhaus) | |      |
| Schloss Le Robillard Château du Robillard                              | L’Oudon 48,986968° N, 0,005002° W                | Schloss              | Großes Hofgut östlich von Lieury gelegen, heute landwirtschaftliche Hochschule (Lycée Général et Technologique Agricole Le Robillard, Eplefpa Le Robillard) |      |
| Herrenhaus La Roque Manoir de la Roque                                 | Saint-Pierre-en-Auge                             | Schloss (Herrenhaus) | |      |
| Schloss Saint-André-d’Hébertot Château de Saint-André-d'Hébertot       | Saint-André-d’Hébertot                           | Schloss              | |      |
| Schloss Saint-Germain-de-Livet Château de Saint-Germain-de-Livet       | Saint-Germain-de-Livet                           | Schloss              | |      |
| Schloss Saint-Martin-de-Bienfaite Château de Saint-Martin-de-Bienfaite | Saint-Martin-de-Bienfaite-la-Cressonnière        | Schloss              | |      |
| Schloss Saint-Pierre-du-Mont Château de Saint-Pierre-du-Mont           | Saint-Pierre-du-Mont 49,38833° N, 0,98361° W     | Schloss              | |      |
| Schloss Sully Château de Sully                                         | Sully                                            | Schloss              | |      |
| Herrenhaus Thiéville Manoir de Thiéville                               | Saint-Pierre-en-Auge                             | Schloss (Herrenhaus) | |      |
| Herrenhaus Thomas Dunot Manoir de Thomas Dunot                         | Saint-Pierre-en-Auge                             | Schloss (Herrenhaus) | |      |
| Burg Tournebu Château de Tournebu                                      | Tournebu                                         | Burg                 | Ruine |      |
| Herrenhaus La Vallée Manoir de la Vallée                               | Glos                                             | Schloss (Herrenhaus) | |      |
| Schloss Vaucelles Château de Vaucelles                                 | Vaucelles                                        | Schloss              | |      |
| Schloss Vaulaville Château de Vaulaville                               | Tour-en-Bessin                                   | Schloss              | |      |
| Herrenhaus Vaumicel Manoir de Vaumicel                                 | Vierville-sur-Mer 49,36833° N, 0,90944° W        | Schloss (Herrenhaus) | Vor der Küste von Omaha Beach gelegen, siehe Karte rechts mit dem Château de Vaumicel links                                                                 |      |
| Schloss Vaussieux Château de Vaussieux                                 | Vaux-sur-Seulles                                 | Schloss              | |      |
| Schloss Vendeuvre Château de Vendeuvre                                 | Vendeuvre 48,9875° N, 0,07889° W                 | Schloss              | |      |
| Schloss Versainville Château de Versainville                           | Versainville                                     | Schloss              | |      |
| Schloss Victot-Pontfol Château de Victot                               | Victot-Pontfol                                   | Schloss              | |      |
| Schloss Vierville-sur-Mer Château de Vierville-sur-Mer                 | Vierville-sur-Mer 49,374086° N, 0,906908° W      | Schloss              | |      |
| Schloss Villers Château de Villers                                     | Glos                                             | Schloss              | |      |
| Schloss Villers Château de Villers                                     | Villers-Bocage                                   | Schloss              | |      |
| Schloss Villiers-sur-Port Château de Villiers-sur-Port                 | Port-en-Bessin-Huppain 49,33833° N, 0,78583° W   | Schloss              | |      |
| Burg Vire Château de Vire                                              | Vire                                             | Burg                 | Ruine |      |